# Українсько-домінікійські відносини
Українсько-домінікійські відносини — відносини між Україною та Співдружністю Домініка.
Країни встановили дипломатичні відносини 25 квітня 2019 року.
Інтереси громадян України в Співдружності Домініка захищає Посольство України в США.